# West Ardsley
West Ardsley är en ort i distriktet Leeds, i grevskapet West Yorkshire, i England. Ardsley West var en civil parish fram till 1937 när blev den en del av Morley. Denna civil parish hade 4 255 invånare år 1931. Byn nämndes i Domedagsboken (Domesday Book) år 1086, och kallades då Erdeslau.